# Fabio Farioli
Fabio Farioli (* 20. Januar 1970 in Bergamo) ist ein italienischer Endurosportler. Er war einmal Enduro-Weltmeister und viermal Mitglied der siegreichen italienischen Trophy-Mannschaft bei der Internationalen Sechstagefahrt.

## Karriere
Der Sohn von Arnaldo Farioli begann 1985 aktiv Endurosport zu betreiben. 1988 gewann er die italienische Motocross-Trophäe. In den Jahren 1991 bis 2001, 2003, 2004 und 2006 wurde er italienischer Enduromeister. 2002 wurde er Vizemeister in der Klasse bis 500 cm³ Viertakt, 2005 und 2007 wurde er in dieser Klasse Dritter und 2008 Fünfter.
1997 und 1999 wurde er italienischer Raid-Marathon-Meister. 2001 gewann er außerdem die italienische Supermoto-Meisterschaft und die TT Baja. 2002 wurde er Vizemeister im Supermoto und 2003 14.
1993 gewann er die Enduro-Weltmeisterschaft in der Klasse über 500 cm³ Viertakt. Mit der italienischen Nationalmannschaft gewann er in den Jahren 1992, 1994, 1997 und 2000 die Trophy-Wertung bei der Internationalen Sechstagefahrt. 1993 gelang ihm bei dieser Veranstaltung ein Klassensieg.
Von seinem Vater übernahm er die Leitung des italienischen KTM-Teams, welches inzwischen das offizielle Werksteam von KTM in der Enduro-Weltmeisterschaft ist.

## Wichtigste Erfolge
Italienischer Enduro-Meister1991, 1992, 1993, 1994, 1995, 1996, 1997, 1998, 1999, 2000, 2001, 2002, 2004, 2006
Enduro-Weltmeister1993
Internationale Sechstagefahrt1992 (Trophy), 1994 (Trophy), 1997 (Trophy), 2000 (Trophy)